# Телеговское сельское поселение
Телеговское сельское поселение или муниципальное образование «Телеговское» — муниципальное образование со статусом сельского поселения в Красноборском муниципальном районе Архангельской области.
Соответствует административно-территориальной единице в Красноборском районе — Телеговскому сельсовету.
Административный центр — деревня Ершевская.

## География
Телеговское сельское поселение находится на юге Красноборского района Архангельской области. Реки: Северная Двина, Евда, Телеговская Речка, Глубец, Каменка, Бродовая.

## История
Муниципальное образование было образовано в 2006 году.

## Население
| 2010  | 2011  | 2012  | 2013  | 2014  | 2015  | 2016  | 2017  | 2018  |
| ----- | ----- | ----- | ----- | ----- | ----- | ----- | ----- | ----- |
| 1452  | ↘1447 | ↗1462 | ↘1453 | ↗1480 | ↘1441 | ↘1399 | ↘1371 | ↗1383 |
| 2019  | 2020  | 2021  | 2023  |       |       |       |       |       |
| ↘1361 | ↘1354 | ↗1356 | ↘1320 |       |       |       |       |       |

## Состав сельского поселения
В состав сельского поселения входят 43 населённых пункта.
| №  | Населённый пункт      | Тип     | Население |
| -- | --------------------- | ------- | --------- |
| 1  | Бегулинская           | деревня | 21        |
| 2  | Большая Наговицинская | деревня | 2         |
| 3  | Большие Шаманы        | деревня | 0         |
| 4  | Большой Березник      | деревня | 1         |
| 5  | Васильцово            | деревня | 0         |
| 6  | Власовская            | деревня | 4         |
| 7  | Вотежица              | деревня | 21        |
| 8  | Городищенская         | деревня | ↘119      |
| 9  | Горчинская            | деревня | ↘55       |
| 10 | Гришинская            | деревня | 0         |
| 11 | Деревенька            | деревня | 7         |
| 12 | Емельяновская         | деревня | 0         |
| 13 | Ершевская             | деревня | 589       |
| 14 | Заболотье             | деревня | 0         |
| 15 | Завотежица            | деревня | 3         |
| 16 | Загуменье             | деревня | 3         |
| 17 | Заовражье             | деревня | 0         |
| 18 | Заполье               | деревня | 17        |
| 19 | Игнатовская           | деревня | 66        |
| 20 | Ильинская             | деревня | 52        |
| 21 | Кичайкино             | деревня | 0         |
| 22 | Кокуй                 | деревня | 3         |
| 23 | Кондратовская         | деревня | 2         |
| 24 | Кузнецово             | деревня | 9         |
| 25 | Курорт «Солониха»     | деревня | 98        |
| 26 | Лежакино              | деревня | 3         |
| 27 | Лукинская-2           | деревня | 0         |
| 28 | Малая Наговицинская   | деревня | 2         |
| 29 | Марковская            | деревня | 42        |
| 30 | Монастырская Пашня    | деревня | 213       |
| 31 | Мякишева Слободка     | деревня | 0         |
| 32 | Нагорье               | деревня | 13        |
| 33 | Новая Роспашь 1-я     | деревня | 0         |
| 34 | Новая Роспашь 2-я     | деревня | 24        |
| 35 | Осташевский Починок   | деревня | 1         |
| 36 | Подберезничье         | деревня | 0         |
| 37 | Строкинская           | деревня | 2         |
| 38 | Тарасовская           | деревня | 1         |
| 39 | Телеговский Починок   | деревня | 2         |
| 40 | Титовский Починок     | деревня | 36        |
| 41 | Усть-Канза            | деревня | 7         |
| 42 | Чебыкинская Слободка  | деревня | 11        |
| 43 | Школьный Посёлок      | деревня | 23        |

### Карты
- Топографическая карта P-38-XXII,XXIV. Харитоново